# Redingeria leiostoma
Redingeria leiostoma är en lavart som först beskrevs av Edward Tuckerman, och fick sitt nu gällande namn av Frisch 2006. Redingeria leiostoma ingår i släktet Redingeria och familjen Thelotremataceae.   Inga underarter finns listade i Catalogue of Life.